# Juan Cisneros y Sevillano
Juan Cisneros y Sevillano (Cáceres, 1859-Madrid, 1925) fue un médico español.

## Biografía
Nació en 1859 en Cáceres. Doctor en Medicina, fue fundador en 1901 de un Boletín de Laringología, Otología y Rinología. Fue médico del hospital provincial de Madrid. Falleció el 24 de mayo de 1925 en Madrid y fue enterrado en el  cementerio de San Isidro.